# Elvillar
Elvillar in castigliano e Bilar in basco, è un comune spagnolo  situato nella comunità autonoma dei Paesi Baschi.

## Altri progetti

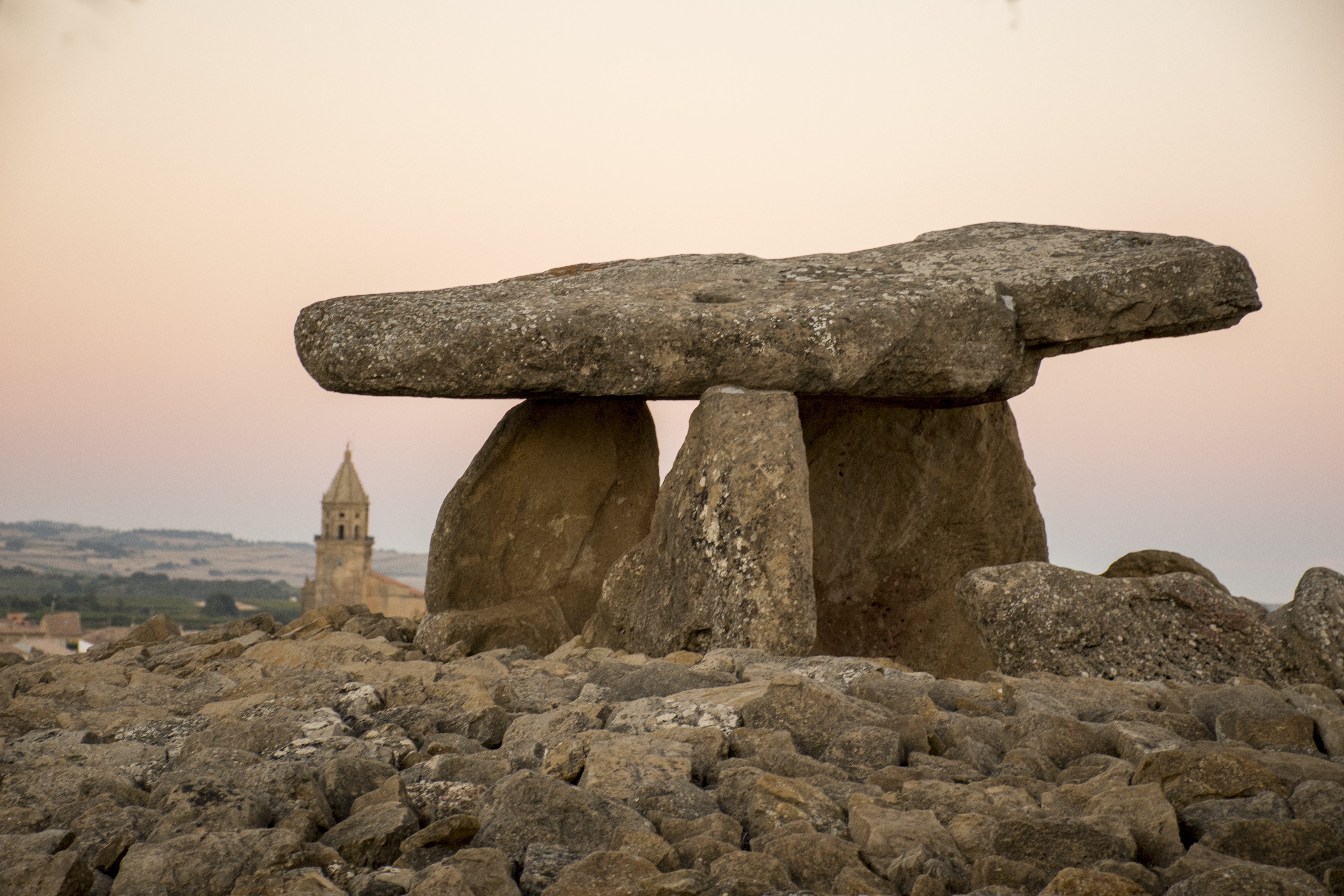
Il dolmen Sorginaren Txabola, cioè "il cappello della strega" in basco